# Истрана
Истра̀на (на италиански и на венециански: Istrana) е град и община в Северна Италия, провинция Тревизо, регион Венето. Разположен е на 32 m надморска височина. Населението на общината е 9332 души (към 2014 г.).